# Time (álbum de Rod Stewart)
Time é o vigésimo oitavo álbum de estúdio de Rod Stewart, lançado em 3 de maio de 2013 no Reino Unido, em 7 de maio nos EUA e Canadá, e no dia seguinte no Japão sob o título Time: Toki no Tabibito (タイム~時の旅人~). O álbum de rock, que possui material autoral, marcou seu retorno à composição após o que Stewart chamou de "um período sombrio de vinte anos"; ele disse que escrever sua autobiografia lhe deu o ímpeto para compor novamente. O trabalho entrou no top 10 nos EUA e atingiu o primeiro lugar no Reino Unido, estabelecendo um novo recorde de maior intervalo entre álbuns que chegaram ao topo da parada britânica, com seu último álbum de estúdio a alcançar a colocação sendo A Night on the Town em 1976.
A obra foi certificada como platina no Reino Unido em 16 de agosto de 2013 e dupla platina em 29 de dezembro de 2017. No geral, foi o sétimo mais vendido de 2013 no país.  Nos Estados Unidos, o álbum vendeu 141.000 cópias até setembro de 2015. "Can't Stop Me Now" foi lançada como single e alcançou a 22.ª colocação na parada adulto contemporâneo e a posição 199 no Reino Unido. "Sexual Religion" também foi lançada como single nos EUA, onde alcançou a posição 45 na parada "canções de dança/clube" da Billboard.

## Faixas
| N.º | Título                    | Compositor(es)                                                                       | Duração |  |
| 1.  | "She Makes Me Happy"      | Rod Stewart, Chuck Kentis, Don Kirkpatrick, Conrad Korsch, David Palmer, Paul Warren | 3:44    |  |
| 2.  | "Can't Stop Me Now"       | Stewart, Kevin Savigar                                                               | 4:26    |  |
| 3.  | "It's Over"               | Stewart, Savigar, John 5                                                             | 4:19    |  |
| 4.  | "Brighton Beach"          | Stewart, Jim Cregan                                                                  | 4:25    |  |
| 5.  | "Beautiful Morning"       | Stewart, Savigar, Kentis, Kirkpatrick, Korsch, Palmer, Warren                        | 3:58    |  |
| 6.  | "Live the Life"           | Stewart, Kentis, Kirkpatrick, Jessica Rousseau                                       | 4:26    |  |
| 7.  | "Finest Woman"            | Stewart, Savigar, Emerson Swinford                                                   | 3:54    |  |
| 8.  | "Time"                    | Stewart, Savigar, Swinford                                                           | 4:26    |  |
| 9.  | "Picture in a Frame"      | Tom Waits e Kathleen Brennan                                                         | 2:53    |  |
| 10. | "Sexual Religion"         | Stewart, Savigar                                                                     | 4:45    |  |
| 11. | "Make Love to Me Tonight" | Stewart, Kentis, Kirkpatrick, Korsch, Palmer, Warren                                 | 3:44    |  |
| 12. | "Pure Love"               | Stewart, Savigar                                                                     | 5:10    |  |

| Faixas bônus exclusivas do Reino Unido e iTunes |                     |                                                      |         |  |
| N.º                                             | Título              | Compositor(es)                                       | Duração |  |
| 13.                                             | "Corrina Corrina"   |                                                      | 3:26    |  |
| 14.                                             | "Legless"           | Stewart, Kentis, Kirkpatrick, Korsch, Palmer, Warren | 3:50    |  |
| 15.                                             | "Love Has No Pride" | Eric Kaz, Libby Titus                                | 4:04    |  |

| Faixas bônus exclusivas da Target |                         |                |         |  |
| N.º                               | Título                  | Compositor(es) | Duração |  |
| 13.                               | "Here Comes the Night"  | Bert Berns     | 3:28    |  |
| 14.                               | "Cold Water"            | Waits, Brennan | 3:59    |  |
| 15.                               | "Shake Your Moneymaker" | Elmore James   | 2:40    |  |

| Faixas bônus da edição deluxe do Reino Unido |                          |         |  |
| N.º                                          | Título                   | Duração |  |
| 1.                                           | "Can't Stop Me Now"      | 4:14    |  |
| 2.                                           | "Forever Young"          | 4:36    |  |
| 3.                                           | "It's Over"              | 4:43    |  |
| 4.                                           | "Rhythm of My Heart"     | 6:11    |  |
| 5.                                           | "Finest Woman"           | 4:19    |  |
| 6.                                           | "You Wear It Well"       | 3:42    |  |
| 7.                                           | "She Makes Me Happy"     | 3:55    |  |
| 8.                                           | "Have I Told You Lately" | 4:47    |  |
| 9.                                           | "Brighton Beach"         | 4:47    |  |
| 10.                                          | "Sexual Religion"        | 5:16    |  |

## Paradas

### Paradas semanais
| Parada (2013)                         | Melhor posição |
| ------------------------------------- | -------------- |
| Austrália (ARIA)                      | 6              |
| Áustria (Ö3 Austria Top 40)           | 7              |
| Bélgica (Ultratop Flandres)           | 45             |
| Bélgica (Ultratop Valônia)            | 52             |
| Canadá (Billboard)                    | 4              |
| Dinamarca (Hitlisten)                 | 17             |
| Países Baixos (Dutch Charts)          | 34             |
| Alemanha (Offizielle Deutsche Charts) | 4              |
| Hungria (MAHASZ)                      | 25             |
| Irlanda (IRMA)                        | 3              |
| Itália (FIMI)                         | 29             |
| Japão (Oricon)                        | 25             |
| Nova Zelândia (RMNZ)                  | 5              |
| Noruega (VG-lista)                    | 25             |
| Polónia (ZPAV)                        | 12             |
| Escócia (Official Scottish Albums)    | 1              |
| África do Sul (RISA)                  | 20             |
| Espanha (PROMUSICAE)                  | 16             |
| Suécia (Sverigetopplistan)            | 7              |
| Suíça (Schweizer Hitparade)           | 12             |
| Reino Unido (Official Albums Chart)   | 1              |
| Estados Unidos (Billboard 200)        | 7              |

### Paradas de fim de ano
| Parada (2013)     | Posição |
| ----------------- | ------- |
| Reino Unido (OCC) | 7       |

## Certificações
| Região                                              | Certificação | Vendas   |
| --------------------------------------------------- | ------------ | -------- |
| Canadá (Music Canada)                               | Ouro         | 40 000^  |
| Reino Unido (BPI)                                   | 2× Platina   | 600,000^ |
| ^números de vendas baseados somente na certificação |              |          |